# Triaenodes taenius
Triaenodes taenius är en nattsländeart som beskrevs av Ross 1938. Triaenodes taenius ingår i släktet Triaenodes och familjen långhornssländor. Inga underarter finns listade i Catalogue of Life.